# Национални парк Кучај-Бељаница
Национални парк Кучај-Бељаница је национални парк у поступку заштите који је покренут 5. јануара 2022. године. Обухвата површину од 45.371,62 хектара и налази се на територијама општина Жагубица, Деспотовац, Бољевац и  града Бора.
Северна граница подручја је Бељаница, а јужна Кучај, док источну границу чини борско-зајечарска депресија, а западну Велика Морава. Кучајске планине су уједно највећи ненасељени простор у Србији.

## Одлике
Назив носи по двема планинским целинама, по Кучајским планинама и планини Бељаници. Заједно чине највећи кречњачки масив у Србији. Овај планински масив има карактер висоравни сложене тектонске и морфолошке структуре. Морфолошки је јасно издвојен речним долинама са специфичном крашком морфологијом и хидрогеологијом. Као посебне вредности геоморфолошког карактера издвајају се: сложена, композитна долина реке Ресаве (са суженим кањонским и клисурастим деловима), увала Речке (са формираним периглацијалним облицима рељефа – туфурима), велика стеновита капија прераст Самар и крашка оаза – Дубашница (са репрезентативним крашким облицима рељефа, предложена за геопарк крашког рељефа). У заштићеном подручју се налази изузетно хидролошко богатство, о чијој разноврсности сведочи више од 30 објеката хидролошког наслеђа – репрезентативних водних појава: крашких врела, водопада и слапова, понорница.
На Кучајско-бељаничком планинском масиву досад је евидентирано око 150 спелеолошких објеката, од којих неки имају хидрогеолошку функцију извора (врела) или понора.
Посебну геолошку вредност представљају површински и подземни облици крашког рељефа као и бројни крашки извори – Мало врело, Бук и Бељевинска врела. Посебно се истичу снажна крашка врела контактног типа, велике издашности и великог колебања издашности, преко којих се дренира велика крашка издан. Јављају се у подножју планинског простора и представљају главне изворе пијаће воде за шире подручје. Квалитет вода је веома висок што представљa једну од темељних вредности овог простора.
Област новог националног парка истовремено је богата и културно-историјским наслеђем, још од праисторије. У околини Деспотовца нађени су најстарији остаци људских насеобина на овим просторима, а насеље у Злотским пећинама у којима су израђивани накит, алатке и оружје постојало је до 6. века п.н.е.

## Флора и фауна
Захваљујући специфичној геолошкој подлози и клими, на овом простору су нашле станиште бројне ретке и угрожене биљне врсте, укупно 982, од којих преко 100 врста спадају у категорију строго заштићених.
Простор заштићеног подручја се убраја у један од најшумовитијих на балкану, где један део заузимају и шуме прашумског карактера, целине као што су Винатовача и Бусовата.
На овом подручју расте у свету реликтна ендемска биљна врста Српска рамонда (лат. Ramonda serbica).
Што се фауне тиче ово подручје је дом за 130 врста птица и 70% укупне фауне сисара. Међу њима су рис, видра, мрки медвед и вук, од којих су сви на црвеној листи угрожених кичмењака Србије.

## Географски положај и границе
Национални парк Кучај-Бељаница налази се у источној Србији и обухвата две планинске целине, Кучај и Бељаницу. На северу је ограничен Жагубичком котлином, на истоку борско-зајечарском депресијом, на западу долином Велике Мораве док се на јужној страни наставља остатак Кучајског планинског масива.
Административно се налази на територијама општина Деспотовац (Сладаја, Стрмостен и Јеловац), Жагубица (Жагубица, Суви До, Изварица, Милановац и Крупаја), Бољевац (Подгорац) и града Бора (Злот).

## Режими заштите
Концепт заштите овог простора спроводи се тростепеним режимом заштите где постоји режим првог, другог и трећег степена заштите.
Прва обимнија истраживања подручја су одрађена 1949. године, када су на подрушју проглашени и први споменици природе на овом подручју, Велика Атула и Радошева пећина. Каснија вишегодишња истраживања потврдила су да овај планинска целина поседује особине националног парка.

### Режим заштите I степена
Подручја под режимом заштите I степена заузимају укупну површину од 3.042,77 ha (6,72% укупно заштићене површине). Налазе се на девет изолованих локација унутар природног добра. Локалитети који су укључени у овај режим заштите означени су као:
- „Суви До“
- „Састав речица Пераст и Мале Тиснице“
- „Прераст Самар“
- „Бусовата“
- „Јужни одсек Бељанице“
- „Клисура Ресаве“
- „Клисура Суваје“
- „Винатовача“
- „Лазарев кањон“

### Режим заштите II степена
Подручја под режимом заштите II степена заузимају укупну површину од 23.213,54 ha (51,16% укупно заштићене површине). Налазе се на три изоловане локације унутар природног добра. Локалитети који су укључени у овај режим заштите означени су као:
- „Тисница“
- „Кучај-Бељаница центар“
- „Дубашница са Лазаревим кањоном“

### Режим заштите III степена
Подручје под режимом заштите III степена заузима укупну површину од 19.115,31 ha (42,12% укупно заштићене површине) и обухвата територију Националног парка „Кучај-Бељаница“ која није под режимима заштите I и II степена.

## Галерија
- Кучај
- Прераст Самар
- Лазарева река
- Бељаница
- Клисура реке Ресаве
- Лазарев кањон
- Винатовача
- Лазарева пећина